# Craugastor catalinae
Craugastor catalinae är en groddjursart som först beskrevs av Campbell och Savage 2000.  Craugastor catalinae ingår i släktet Craugastor och familjen Craugastoridae. IUCN kategoriserar arten globalt som akut hotad. Inga underarter finns listade i Catalogue of Life.